# Gijón Fútbol Femenino
Gijón Fútbol Femenino es un club de fútbol femenino y de fútbol sala femenino de la ciudad de Gijón que compite en la Tercera Federación Femenina de fútbol y en la Segunda División femenina de fútbol sala.

## Historia
El Gijón Fútbol Femenino fue fundado en 2000 por un grupo de dieciséis jugadores que discrepaban con el trabajo de sus respectivos clubes de fútbol femenino. En su primera temporada el club jugó en la liga Regional de Asturias y ascendió a Segunda División tras ganar todos los partidos que disputó.
Después de resultar campeón en su grupo de Segunda División durante tres temporadas consecutivas, el Gijón FF ascendió a la Superliga en 2005, después de derrotar al CD Nuestra Señora de Belén y al UE L'Estartit en el play-off de ascenso. En esa temporada de la Superliga, el Gijón FF terminó último, estableciendo un récord negativo con 23 derrotas y sólo un empate, descendiendo de nuevo a Segunda división.
El equipo fue gradualmente perdiendo influencia y capacidades en los siguientes años hasta que descendió a la Liga Regional de Asturias en 2015.
En el año 2015, el Gijón FF firmó un acuerdo de colaboración con el UC Ceares, equipo de la Tercera División masculina, para compartir el Estadio La Cruz y para crear una escuela de fútbol, tanto para chicos como para chicas.
Un año después de su descenso, en 2016, el Gijón FF ascendió de nuevo a Segunda División, donde se mantuvo hasta la temporada 2018-19, en la que no consiguió plaza para la remodelada categoría en la temporada 2019-20 y pasó a la Primera Nacional.

## Temporada por temporada
| Temporada | Liga | Liga     | Liga | Liga | Liga | Liga | Liga | Liga | Liga |
| Temporada | Div. | Pos.     | P    | V    | E    | D    | GF   | GC   | Pts  |
| --------- | ---- | -------- | ---- | ---- | ---- | ---- | ---- | ---- | ---- |
| 2000–01   | Reg. | 1º       | 24   | 24   | 0    | 0    | 184  | 13   | 72   |
| 2001–02   | 2ª   | 2º       | 18   | 11   | 3    | 4    | 47   | 26   | 36   |
| 2002–03   | 2ª   | 1º       | 22   | 14   | 4    | 4    | 67   | 39   | 46   |
| 2002–03   | 2ª   | Play-off | 2    | 0    | 0    | 2    | 0    | 16   | 0    |
| 2003–04   | 2ª   | 1º       | 22   | 20   | 1    | 1    | 91   | 34   | 61   |
| 2003–04   | 2ª   | Play-off | 2    | 0    | 1    | 1    | 5    | 6    | 1    |
| 2004–05   | 2ª   | 1º       | 26   | 20   | 4    | 2    | 97   | 26   | 64   |
| 2004–05   | 2ª   | Play-off | 2    | 2    | 0    | 0    | 5    | 1    | 6    |
| 2005–06   | 1ª   | 13º      | 24   | 0    | 1    | 23   | 19   | 96   | 1    |
| 2006–07   | 2ª   | 3º       | 26   | 17   | 2    | 7    | 61   | 28   | 53   |
| 2007–08   | 2ª   | 4º       | 26   | 15   | 6    | 5    | 66   | 30   | 51   |
| 2008–09   | 2ª   | 6º       | 25   | 12   | 2    | 11   | 54   | 44   | 38   |
| 2009–10   | 2ª   | 10º      | 26   | 8    | 7    | 11   | 43   | 52   | 31   |
| 2010–11   | 2ª   | 4º       | 26   | 12   | 8    | 6    | 48   | 42   | 44   |
| 2011–12   | 2ª   | 11º      | 26   | 7    | 4    | 15   | 35   | 53   | 25   |
| 2012–13   | 2ª   | 11º      | 26   | 7    | 6    | 13   | 32   | 66   | 27   |
| 2013–14   | 2ª   | 8º       | 26   | 10   | 3    | 13   | 42   | 55   | 33   |
| 2014–15   | 2ª   | 13º      | 26   | 8    | 4    | 14   | 40   | 54   | 28   |
| 2015–16   | Reg. | 2º       | 26   | 23   | 1    | 2    | 158  | 22   | 70   |
| 2016–17   | 2ª   | 10º      | 26   | 7    | 4    | 15   | 35   | 86   | 25   |
| 2017–18   | 2ª   | 11º      | 26   | 7    | 2    | 17   | 32   | 74   | 23   |
| 2018-19   | 2ª   | 11º      | 26   | 5    | 4    | 17   | 27   | 85   | 19   |
| 2019-20   | 3ª   | 10º      | 19   | 5    | 5    | 9    | 25   | 41   | 20   |

## Gijón Fútbol Femenino "B"
Su equipo filial, el Gijón Fútbol Femenino "B", compite en el Campeonato de Fútbol Femenino Regional de Asturias.

## Fútbol sala
Tiene un equipo de fútbol sala que compite en Femenino Senior Fútbol Sala (FSFS)